# Nazionale femminile di rugby a 15 dell'Uzbekistan
La nazionale di rugby a 15 femminile dell'Uzbekistan (in russo Женская сборная Узбекистана по регби?, Ženskaja sbornaja Uzbekistana po regbi) è la selezione di rugby a 15 femminile che rappresenta l'Uzbekistan in ambito internazionale.
Costituitasi nel 2008 sotto la giurisdizione della Uzbekistan Rugby Federation, esordì sulla scena internazionale nel corso del campionato asiatico femminile di quell'anno; dopo avere concluso il torneo al quarto posto scese in campo a tre anni di distanza da tale esperienza, nel novembre 2011, per quella che è al 2019 la più recente uscita internazionale della squadra.
Al 4 novembre 2019 la squadra occupa la 35ª posizione del ranking World Rugby.

## Statistiche di squadra

### Incontri disputati
| Data           | Sede     | Incontro                     | Note                |
| -------------- | -------- | ---------------------------- | ------------------- |
| 3 giugno 2008  | Taraz    | Hong Kong — Uzbekistan 6-8   | Campionato asiatico |
| 5 giugno 2008  | Taraz    | Kazakistan — Uzbekistan 64-3 | Campionato asiatico |
| 7 giugno 2008  | Taraz    | Singapore — Uzbekistan 0-15  | Campionato asiatico |
| 14 maggio 2011 | Alma-Ata | Kazakistan — Uzbekistan 68-3 | Test match          |

### Riepilogo per avversario
| Avversario      | Primo incontro  | G | V | N | P | PF | PS  | % V/G |
| --------------- | --------------- | - | - | - | - | -- | --- | ----- |
| Hong Kong       | 2008            | 1 | 1 | 0 | 0 | 8  | 6   | 100   |
| Kazakistan      | 2008            | 2 | 0 | 0 | 2 | 6  | 132 | 0     |
| Singapore       | 2008            | 1 | 0 | 0 | 1 | 0  | 15  | 0     |
| Totale generale | Totale generale | 4 | 1 | 0 | 3 | 14 | 153 | 25    |